# V-League 2023-2024 (maschile)
La V-League 2023-2024, 20ª edizione della massima serie del campionato sudcoreano di pallavolo maschile, si è svolta dal 14 ottobre 2023 al 2 aprile 2024: al torneo hanno partecipato 7 squadre di club sudcoreane e la vittoria finale è andata per la quinta volta, la quarta consecutiva, ai Korean Air Jumbos.

## Regolamento

### Formula
La competizione prevede che le sette squadre partecipanti prendano parte a una regular season composta da sei round, per un totale di trentasei incontri ciascuna:
- la prima classificata accede direttamente alla finale dei play-off scudetto, giocata al meglio delle cinque gare;
- la seconda e la terza classificata accedono alla semifinale dei play-off scudetto, giocandosi l'accesso in finale al meglio delle tre gare;
- la terza e la quarta classificata, in caso di distacco compreso o inferiore a 3 punti, accedono ai quarti di finale in gara unica.

### Criteri di classifica
Se il risultato finale è stato di 3-0 o 3-1 sono stati assegnati 3 punti alla squadra vincente e 0 a quella sconfitta, se il risultato finale è stato di 3-2 sono stati assegnati 2 punti alla squadra vincente e 1 a quella sconfitta.
L'ordine del posizionamento in classifica è stato definito in base a:
- Punti;
- Numero di partite vinte;
- Ratio dei set vinti/persi;
- Ratio dei punti realizzati/subiti.

## Squadre partecipanti
| Club               | Stagione | Città     | Impianto              | Stagione precedente       |
| ------------------ | -------- | --------- | --------------------- | ------------------------- |
| Hyundai Skywalkers | Dettagli | Cheonan   | Ryu Gwansun Gymnasium | 2ª in V-League            |
| KB Stars           | Dettagli | Uijeongbu | Uijeongbu Gymnasium   | 6ª in V-League            |
| KEPCO Vixtorm      | Dettagli | Suwon     | Suwon Gymnasium       | 3ª in V-League            |
| Korean Air Jumbos  | Dettagli | Incheon   | Gyeyang Gymnasium     | Campione di Corea del Sud |
| OK Okman           | Dettagli | Ansan     | Sangnoksu Gymnasium   | 5ª in V-League            |
| Samsung Bluefangs  | Dettagli | Daejeon   | Chungmu Gymnasium     | 7ª in V-League            |
| Woori WON          | Dettagli | Seul      | Jangchung Gymnasium   | 4ª in V-League            |

## Torneo

### Regular season

#### Risultati
| Primo round |                                        |     |                                   |
|             |                                        |     |                                   |
| 14-10       | Korean Air Jumbos - Hyundai Skywalkers | 3-0 | 27-25, 25-22, 25-23               |
| 15-10       | Woori WON - Samsung Bluefangs          | 3-1 | 25-17, 25-19, 18-25, 25-19        |
| 17-10       | KEPCO Vixtorm - KB Stars               | 2-3 | 27-25, 25-23, 21-25, 24-26, 11-15 |
| 18-10       | Woori WON - Hyundai Skywalkers         | 3-0 | 25-17, 25-19, 26-24               |
| 19-10       | Samsung Bluefangs - Korean Air Jumbos  | 3-2 | 25-22, 27-25, 16-25, 23-25, 15-13 |
| 20-10       | OK Okman - KEPCO Vixtorm               | 3-1 | 16-25, 25-20, 25-17, 25-16        |
| 21-10       | KB Stars - Woori WON                   | 0-3 | 20-25, 23-25, 23-25               |
| 22-10       | Hyundai Skywalkers - Samsung Bluefangs | 0-3 | 25-27, 21-25, 17-25               |
| 24-10       | KB Stars - OK Okman                    | 2-3 | 25-19, 23-25, 25-17, 20-25, 11-15 |
| 25-10       | Woori WON - Korean Air Jumbos          | 3-2 | 13-25, 32-34, 32-30, 25-18, 17-15 |
| 26-10       | KEPCO Vixtorm - Hyundai Skywalkers     | 3-2 | 22-25, 25-23, 18-25, 27-25, 15-13 |
| 27-10       | Samsung Bluefangs - OK Okman           | 3-0 | 25-23, 25-21, 25-19               |
| 28-10       | Korean Air Jumbos - KB Stars           | 3-2 | 25-23, 23-25, 25-20, 21-25, 15-10 |
| 29-10       | KEPCO Vixtorm - Woori WON              | 0-3 | 18-25, 21-25, 23-25               |
| 31-10       | OK Okman - Hyundai Skywalkers          | 3-2 | 22-25, 25-22, 20-25, 27-25, 17-15 |
| 01-11       | KB Stars - Samsung Bluefangs           | 0-3 | 22-25, 22-25, 23-25               |
| 02-11       | KEPCO Vixtorm - Korean Air Jumbos      | 0-3 | 22-25, 22-25, 19-25               |
| 03-11       | OK Okman - Woori WON                   | 3-0 | 25-23, 26-24, 25-22               |
| 04-11       | Hyundai Skywalkers - KB Stars          | 3-0 | 26-24, 25-20, 25-23               |
| 05-11       | Samsung Bluefangs - KEPCO Vixtorm      | 3-0 | 28-26, 25-21, 25-22               |
| 07-11       | Korean Air Jumbos - OK Okman           | 3-0 | 25-20, 26-24, 25-15               |

| Secondo round |                                        |     |                                   |
|               |                                        |     |                                   |
| 08-11         | KB Stars - Hyundai Skywalkers          | 2-3 | 23-25, 25-23, 20-25, 25-20, 10-15 |
| 09-11         | Woori WON - KEPCO Vixtorm              | 3-1 | 25-21, 25-23, 19-25, 25-20        |
| 10-11         | OK Okman - Samsung Bluefangs           | 3-1 | 26-28, 26-24, 25-19, 25-23        |
| 11-11         | KB Stars - Korean Air Jumbos           | 1-3 | 18-25, 16-25, 25-18, 20-25        |
| 12-11         | Hyundai Skywalkers - Woori WON         | 1-3 | 25-16, 18-25, 24-26, 24-26        |
| 14-11         | KEPCO Vixtorm - OK Okman               | 3-0 | 25-23, 25-22, 25-21               |
| 15-11         | Korean Air Jumbos - Samsung Bluefangs  | 3-0 | 25-20, 25-19, 25-22               |
| 16-11         | Woori WON - KB Stars                   | 3-2 | 25-19, 23-25, 23-25, 25-21, 16-14 |
| 17-11         | Hyundai Skywalkers - OK Okman          | 2-3 | 25-18, 20-25, 25-21, 24-26, 9-15  |
| 18-11         | Korean Air Jumbos - KEPCO Vixtorm      | 1-3 | 22-25, 25-22, 14-25, 28-30,       |
| 19-11         | Samsung Bluefangs - KB Stars           | 3-2 | 24-26, 21-25, 25-18, 25-19, 15-12 |
| 21-11         | KEPCO Vixtorm - Hyundai Skywalkers     | 3-1 | 22-25, 25-22, 25-21, 25-21        |
| 22-11         | OK Okman - Korean Air Jumbos           | 0-3 | 20-25, 17-25, 18-25               |
| 23-11         | Samsung Bluefangs - Woori WON          | 3-0 | 25-18, 25-23, 28-26               |
| 24-11         | KB Stars - KEPCO Vixtorm               | 0-3 | 21-25, 27-29, 23-25               |
| 25-11         | Hyundai Skywalkers - Korean Air Jumbos | 0-3 | 21-25, 16-25, 23-25               |
| 26-11         | Woori WON - OK Okman                   | 0-3 | 16-25, 18-25, 26-28               |
| 28-11         | KEPCO Vixtorm - Samsung Bluefangs      | 3-1 | 14-25, 25-23, 25-22, 25-20        |
| 29-11         | OK Okman - KB Stars                    | 3-1 | 25-21, 25-15, 18-25, 25-22        |
| 30-11         | Korean Air Jumbos - Woori WON          | 0-3 | 19-25, 23-25, 24-26               |
| 01-12         | Samsung Bluefangs - Hyundai Skywalkers | 3-2 | 25-22, 21-25, 22-25, 25-21, 15-11 |

| Terzo round |                                        |     |                                   |
|             |                                        |     |                                   |
| 02-12       | KEPCO Vixtorm - KB Stars               | 3-0 | 25-19, 25-15, 26-24               |
| 03-12       | OK Okman - Woori WON                   | 2-3 | 21-25, 25-21, 19-25, 30-28, 13-15 |
| 05-12       | Hyundai Skywalkers - Samsung Bluefangs | 2-3 | 20-25, 25-21, 26-24, 21-25, 13-15 |
| 06-12       | KB Stars - OK Okman                    | 3-0 | 25-20, 25-23, 25-17               |
| 07-12       | Woori WON - Korean Air Jumbos          | 3-1 | 24-26, 25-23, 25-23, 25-22        |
| 08-12       | Samsung Bluefangs - KEPCO Vixtorm      | 0-3 | 22-25, 21-25, 22-25               |
| 09-12       | OK Okman - Hyundai Skywalkers          | 0-3 | 24-26, 14-25, 18-25               |
| 10-12       | Korean Air Jumbos - KB Stars           | 1-3 | 25-23, 29-31, 22-25, 22-25        |
| 12-12       | Woori WON - Samsung Bluefangs          | 2-3 | 24-26, 22-25, 25-20, 25-23, 13-15 |
| 13-12       | KEPCO Vixtorm - Korean Air Jumbos      | 1-3 | 25-16, 23-25, 14-25, 23-25,       |
| 14-12       | Hyundai Skywalkers - KB Stars          | 3-2 | 25-18, 30-28, 23-25, 15-25, 15-11 |
| 15-12       | Samsung Bluefangs - OK Okman           | 3-0 | 25-22, 25-22, 25-21               |
| 16-12       | KEPCO Vixtorm - Woori WON              | 1-3 | 25-27, 21-25, 25-22, 22-25        |
| 17-12       | Korean Air Jumbos - Hyundai Skywalkers | 3-0 | 26-24, 25-17, 25-16               |
| 19-12       | KB Stars - Samsung Bluefangs           | 0-3 | 21-25, 21-25, 22-25               |
| 20-12       | Woori WON - Hyundai Skywalkers         | 3-2 | 19-25, 25-18, 25-22, 23-25, 15-13 |
| 21-12       | OK Okman - KEPCO Vixtorm               | 0-3 | 21-25, 19-25, 15-25               |
| 22-12       | Samsung Bluefangs - Korean Air Jumbos  | 3-1 | 26-28, 25-21, 25-23, 27-25        |
| 23-12       | KB Stars - Woori WON                   | 0-3 | 20-25, 20-25, 19-25               |
| 24-12       | Hyundai Skywalkers - KEPCO Vixtorm     | 3-0 | 25-22, 25-15, 25-22               |
| 25-12       | Korean Air Jumbos - OK Okman           | 3-0 | 28-26, 25-18, 25-22               |

| Quarto round |                                        |     |                                   |
|              |                                        |     |                                   |
| 27-12        | Woori WON - KB Stars                   | 3-0 | 25-22, 25-18, 25-23               |
| 28-12        | Hyundai Skywalkers - KEPCO Vixtorm     | 3-0 | 25-17, 25-23, 25-20               |
| 29-12        | OK Okman - Korean Air Jumbos           | 3-0 | 25-21, 26-24, 25-18               |
| 30-12        | Samsung Bluefangs - KB Stars           | 3-0 | 25-18, 25-22, 27-25               |
| 31-12        | Hyundai Skywalkers - Woori WON         | 3-1 | 21-25, 25-23, 25-18, 25-22        |
| 01-01        | Korean Air Jumbos - KEPCO Vixtorm      | 2-3 | 25-20, 23-25, 22-25, 25-23, 13-15 |
| 02-01        | OK Okman - Samsung Bluefangs           | 3-2 | 25-27, 25-16, 25-14, 21-25, 18-16 |
| 04-01        | KB Stars - Hyundai Skywalkers          | 0-3 | 21-25, 24-26, 25-27               |
| 05-01        | Korean Air Jumbos - Woori WON          | 3-0 | 25-22, 25-14, 25-16               |
| 06-01        | KEPCO Vixtorm - OK Okman               | 1-3 | 25-22, 22-25, 18-25, 19-25        |
| 07-01        | Samsung Bluefangs - Hyundai Skywalkers | 1-3 | 25-22, 23-25, 23-25, 18-25        |
| 09-01        | KB Stars - Korean Air Jumbos           | 3-1 | 25-14, 29-27, 14-25, 25-22        |
| 10-01        | Woori WON - OK Okman                   | 1-3 | 19-25, 15-25, 25-21, 23-25        |
| 11-01        | KEPCO Vixtorm - Samsung Bluefangs      | 3-0 | 25-17, 25-22, 25-15               |
| 12-01        | Hyundai Skywalkers - Korean Air Jumbos | 2-3 | 25-19, 22-25, 21-25, 42-40, 11-15 |
| 13-01        | OK Okman - KB Stars                    | 3-0 | 25-15, 25-21, 25-13               |
| 14-01        | Woori WON - KEPCO Vixtorm              | 2-3 | 25-17, 19-25, 25-21, 20-25, 9-15  |
| 16-01        | Korean Air Jumbos - Samsung Bluefangs  | 3-0 | 25-23, 25-20, 25-22               |
| 17-01        | Hyundai Skywalkers - OK Okman          | 1-3 | 27-25, 21-25, 26-28, 19-25        |
| 18-01        | KB Stars - KEPCO Vixtorm               | 0-3 | 16-25, 20-25, 16-25               |
| 19-01        | Samsung Bluefangs - Woori WON          | 3-2 | 28-26, 20-25, 29-27, 16-25, 15-11 |

| Quinto round |                                        |     |                                   |
|              |                                        |     |                                   |
| 30-01        | Korean Air Jumbos - Hyundai Skywalkers | 2-3 | 21-25, 18-25, 25-21, 28-26, 12-15 |
| 31-01        | Woori WON - Samsung Bluefangs          | 3-1 | 25-27, 25-22, 25-22, 25-14        |
| 01-02        | KEPCO Vixtorm - KB Stars               | 3-1 | 25-23, 25-22, 15-25, 25-22        |
| 02-02        | OK Okman - Hyundai Skywalkers          | 2-3 | 28-30, 27-29, 28-26, 25-19, 13-15 |
| 03-02        | Samsung Bluefangs - Korean Air Jumbos  | 1-3 | 26-24, 22-25, 29-31, 24-26        |
| 04-02        | KEPCO Vixtorm - Woori WON              | 1-3 | 20-25, 22-25, 25-22, 25-27        |
| 06-02        | Samsung Bluefangs - OK Okman           | 1-3 | 22-25, 25-23, 21-25, 22-25        |
| 07-02        | Korean Air Jumbos - KB Stars           | 3-1 | 31-29, 23-25, 25-23, 25-19        |
| 08-02        | Hyundai Skywalkers - KEPCO Vixtorm     | 3-2 | 25-22, 19-25, 18-25, 25-17, 15-13 |
| 09-02        | OK Okman - Woori WON                   | 2-3 | 25-20, 16-25, 25-23, 14-25, 18-20 |
| 10-02        | KB Stars - Samsung Bluefangs           | 2-3 | 19-25, 25-18, 25-19, 23-25, 11-15 |
| 11-02        | KEPCO Vixtorm - Korean Air Jumbos      | 0-3 | 16-25, 19-25, 17-25               |
| 12-02        | Woori WON - Hyundai Skywalkers         | 3-0 | 25-23, 25-22, 25-13               |
| 14-02        | Korean Air Jumbos - OK Okman           | 3-1 | 25-18, 25-13, 21-25, 25-23        |
| 15-02        | Hyundai Skywalkers - KB Stars          | 3-2 | 26-28, 25-13, 20-25, 25-18, 15-13 |
| 16-02        | Samsung Bluefangs - KEPCO Vixtorm      | 0-3 | 22-25, 20-25, 23-25               |
| 17-02        | Woori WON - Korean Air Jumbos          | 2-3 | 28-26, 25-23, 19-25, 17-25, 12-15 |
| 18-02        | KB Stars - OK Okman                    | 1-3 | 21-25, 25-20, 25-27, 23-25        |
| 20-02        | Hyundai Skywalkers - Samsung Bluefangs | 2-3 | 22-25, 25-15, 22-25, 25-18, 14-16 |
| 21-02        | OK Okman - KEPCO Vixtorm               | 0-3 | 21-25, 28-30, 18-25               |
| 22-02        | KB Stars - Woori WON                   | 0-3 | 14-25, 18-25, 20-25               |

| Sesto round |                                        |     |                                   |
|             |                                        |     |                                   |
| 23-02       | Korean Air Jumbos - Samsung Bluefangs  | 3-1 | 23-25, 26-24, 25-20, 25-18        |
| 24-02       | KEPCO Vixtorm - Hyundai Skywalkers     | 0-3 | 19-25, 24-26, 12-25               |
| 25-02       | OK Okman - KB Stars                    | 3-0 | 25-20, 25-16, 25-21               |
| 27-02       | Korean Air Jumbos - KEPCO Vixtorm      | 3-0 | 26-24, 25-22, 29-27               |
| 28-02       | Woori WON - OK Okman                   | 2-3 | 19-25, 30-28, 25-20, 21-25, 7-15  |
| 29-02       | Samsung Bluefangs - KB Stars           | 2-3 | 25-19, 16-25, 20-25, 27-25, 11-15 |
| 01-03       | Hyundai Skywalkers - Korean Air Jumbos | 1-3 | 25-21, 23-25, 23-25, 15-25        |
| 02-03       | Woori WON - KEPCO Vixtorm              | 3-0 | 25-19, 25-19, 27-25               |
| 03-03       | OK Okman - Samsung Bluefangs           | 1-3 | 19-25, 25-27, 25-16, 20-25        |
| 05-03       | KB Stars - Hyundai Skywalkers          | 0-3 | 14-25, 22-25, 19-25               |
| 06-03       | Korean Air Jumbos - Woori WON          | 0-3 | 21-25, 25-27, 23-25               |
| 07-03       | KEPCO Vixtorm - OK Okman               | 1-3 | 25-22, 20-25, 21-25, 20-25        |
| 08-03       | Samsung Bluefangs - Hyundai Skywalkers | 0-3 | 22-25, 19-25, 22-25               |
| 09-03       | Woori WON - KB Stars                   | 3-1 | 25-27, 25-20, 25-15, 25-22        |
| 10-03       | OK Okman - Korean Air Jumbos           | 3-2 | 25-21, 20-25, 25-20, 22-25, 15-12 |
| 12-03       | Hyundai Skywalkers - Woori WON         | 3-1 | 17-25, 25-20, 25-18, 25-17        |
| 13-03       | KEPCO Vixtorm - Samsung Bluefangs      | 3-1 | 26-24, 25-18, 23-25, 25-18        |
| 14-03       | KB Stars - Korean Air Jumbos           | 0-3 | 23-25, 13-25, 21-25               |
| 15-03       | Hyundai Skywalkers - OK Okman          | 3-2 | 23-25, 25-21, 25-22, 19-25, 15-9  |
| 16-03       | Samsung Bluefangs - Woori WON          | 3-2 | 26-24, 23-25, 20-25, 25-21, 16-14 |
| 17-03       | KB Stars - KEPCO Vixtorm               | 1-3 | 22-25, 25-18, 22-25, 20-25        |

#### Classifica
| Pos. | Squadra            | Pt | G  | V  | P  | SV | SP | Ratio | PF    | PS    | Ratio |
| ---- | ------------------ | -- | -- | -- | -- | -- | -- | ----- | ----- | ----- | ----- |
| 1    | Korean Air Jumbos  | 71 | 36 | 23 | 13 | 84 | 52 | 1,615 | 3 230 | 3 010 | 1,073 |
| 2    | Woori WON          | 70 | 36 | 23 | 13 | 84 | 57 | 1,474 | 3 229 | 3 109 | 1,039 |
| 3    | OK Okman           | 58 | 36 | 20 | 16 | 70 | 69 | 1,014 | 3 114 | 3 106 | 1,003 |
| 4    | Hyundai Skywalkers | 55 | 36 | 18 | 18 | 74 | 71 | 1,042 | 3 252 | 3 194 | 1,018 |
| 5    | KEPCO Vixtorm      | 53 | 36 | 18 | 18 | 65 | 66 | 0,985 | 2 946 | 2 974 | 0,991 |
| 6    | Samsung Bluefangs  | 50 | 36 | 19 | 17 | 70 | 71 | 0,986 | 3 139 | 3 227 | 0,973 |
| 7    | KB Stars           | 21 | 36 | 5  | 31 | 38 | 99 | 0,384 | 2 905 | 3 195 | 0,909 |

      Qualificata alla finale play-off scudetto.
      Qualificata alle semifinali play-off scudetto.
      Qualificata ai quarti di finale play-off scudetto.

### Play-off scudetto
|  | Quarti di finale | Quarti di finale   | Quarti di finale |          |   | Semifinali | Semifinali | Semifinali | Semifinali | Semifinali |  |  | Finale | Finale            | Finale | Finale | Finale | Finale | Finale |  |
|  |                  |                    |                  |          |   |            |            |            |            |            |  |  |        |                   |        |        |        |        |        |  |
|  |                  |                    |                  |          |   |            |            |            |            |            |  |  | 1      | Korean Air Jumbos | 3      | 3      | 3      |        |        |  |
|  |                  |                    |                  |          |   |            |            |            |            |            |  |  | 1      | Korean Air Jumbos | 3      | 3      | 3      |        |        |  |
|  |                  |                    | 2                | OK Okman | 1 | 0          | 2          |            |            |            |  |  |        |                   |        |        |        |        |        |  |
|  |                  |                    |                  | OK Okman | 1 | 0          | 2          |            |            |            |  |  |        |                   |        |        |        |        |        |  |
|  |                  |                    |                  |          |   |            |            |            |            |            |  |  |        |                   |        |        |        |        |        |  |
|  |                  |                    |                  |          |   |            |            |            |            |            |  |  |        |                   |        |        |        |        |        |  |
|  |                  | 2                  | Woori WON        | 2        | 0 |            |            |            |            |            |  |  |        |                   |        |        |        |        |        |  |
|  |                  |                    |                  | 2        | 0 |            |            |            |            |            |  |  |        |                   |        |        |        |        |        |  |
|  |                  |                    | 3                | OK Okman | 3 | 3          |            |            |            |            |  |  |        |                   |        |        |        |        |        |  |
|  | 3                | OK Okman           | 3                | OK Okman | 3 | 3          | 3          |            |            |            |  |  |        |                   |        |        |        |        |        |  |
|  | 3                | OK Okman           |                  |          |   |            |            |            |            |            |  |  |        |                   |        |        |        |        |        |  |
|  | 4                | Hyundai Skywalkers | 2                |          |   |            |            |            |            |            |  |  |        |                   |        |        |        |        |        |  |

#### Quarti di finale
| \| Gara 1 \| \| \| \| \| \| \| \| \| \| 21-03 \| OK Okman - Hyundai Skywalkers \| 3-2 \| 22-25, 25-22, 25-21, 22-25, 15-13 \| |                               |     |                                   |
| Gara 1 |                               |     |                                   |
| |                               |     |                                   |
| 21-03 | OK Okman - Hyundai Skywalkers | 3-2 | 22-25, 25-22, 25-21, 22-25, 15-13 |

#### Semifinale
| Gara 1 |                      |     |                                   |
|        |                      |     |                                   |
| 23-03  | Woori WON - OK Okman | 2-3 | 20-25, 19-25, 25-22, 25-21, 11-15 |

| Gara 2 |                      |     |                     |
|        |                      |     |                     |
| 25-03  | OK Okman - Woori WON | 3-0 | 25-15, 25-15, 25-19 |

#### Finale
| Gara 1 |                              |     |                            |
|        |                              |     |                            |
| 29-03  | Korean Air Jumbos - OK Okman | 3-1 | 22-25, 25-22, 25-20, 25-18 |

| Gara 2 |                              |     |                     |
|        |                              |     |                     |
| 31-03  | Korean Air Jumbos - OK Okman | 3-0 | 25-21, 25-21, 29-27 |

| \| Gara 3 \| \| \| \| \| \| \| \| \| \| 02-04 \| OK Okman - Korean Air Jumbos \| 2-3 \| 25-27, 25-16, 25-21, 20-25, 13-15 \| |                              |     |                                   |
| Gara 3 |                              |     |                                   |
| |                              |     |                                   |
| 02-04 | OK Okman - Korean Air Jumbos | 2-3 | 25-27, 25-16, 25-21, 20-25, 13-15 |

## Premi individuali
| Premio                    | Giocatore         | Squadra            |
| ------------------------- | ----------------- | ------------------ |
| MVP della Regular season  | Leonardo Leyva    | OK Okman           |
| MVP delle finali play-off | Jung Ji-seok      | Korean Air Jumbos  |
| MVP dell'All-Star Game    | Shin Yung-suk     | KEPCO Vixtorm      |
| MVP 1º round              | Yosvany Hernández | Samsung Bluefangs  |
| MVP 2º round              | Lim Sung-jin      | KEPCO Vixtorm      |
| MVP 3º round              | Matej Kök         | Woori WON          |
| MVP 4º round              | Leonardo Leyva    | OK Okman           |
| MVP 5º round              | Im Dong-hyeok     | Korean Air Jumbos  |
| MVP 6º round              | Leonardo Leyva    | OK Okman           |
| Miglior allenatore        | Tommi Tiilikainen | Korean Air Jumbos  |
| Miglior esordiente        | Lee Jae-hyeon     | Samsung Bluefangs  |
| Miglior palleggiatore     | Han Tae-jun       | Woori WON          |
| Miglior opposto           | Leonardo Leyva    | OK Okman           |
| Miglior schiacciatore     | Yosvany Hernández | Samsung Bluefangs  |
| Miglior schiacciatore     | Heo Su-bong       | Hyundai Skywalkers |
| Miglior centrale          | Shin Yung-suk     | KEPCO Vixtorm      |
| Miglior centrale          | Lee Sang-hyeon    | Woori WON          |
| Miglior libero            | Ryohei Iga        | KEPCO Vixtorm      |

## Classifica finale
| Pos                      | Squadra            |
| ------------------------ | ------------------ |
| Corea del Sud (bandiera) | Korean Air Jumbos  |
| 2                        | Hyundai Skywalkers |
| 3                        | KEPCO Vixtorm      |
| 4                        | Woori WON          |
| 5                        | OK Okman           |
| 6                        | KB Stars           |
| 7                        | Samsung Bluefangs  |

## Statistiche
| Rendimento individuale | Rendimento individuale | Rendimento individuale | Rendimento individuale |
| Pos.                   | Nome                   | Punti                  | Squadra                |
| ---------------------- | ---------------------- | ---------------------- | ---------------------- |
| 1                      | Leonardo Leyva         | 1 073                  | OK Okman               |
| 2                      | Yosvany Hernández      | 1 068                  | Samsung Bluefangs      |
| 3                      | Andrés Villena         | 923                    | KB Stars               |
| 4                      | Ahmed Ikhbayri         | 892                    | Hyundai Skywalkers     |
| 5                      | Thijs ter Horst        | 726                    | KEPCO Vixtorm          |
| 6                      | Matej Kök              | 669                    | Woori WON              |
| 7                      | Im Dong-hyeok          | 587                    | Korean Air Jumbos      |
| 8                      | Heo Su-bong            | 544                    | Hyundai Skywalkers     |
| 9                      | Kim Ji-han             | 526                    | Woori WON              |
| 10                     | Shin Ho-jin            | 439                    | OK Okman               |

| Attacchi vincenti | Attacchi vincenti | Attacchi vincenti | Attacchi vincenti  |
| Pos.              | Nome              | Punti             | Squadra            |
| ----------------- | ----------------- | ----------------- | ------------------ |
| 1                 | Leonardo Leyva    | 938               | OK Okman           |
| 2                 | Yosvany Hernández | 931               | Samsung Bluefangs  |
| 3                 | Andrés Villena    | 819               | KB Stars           |
| 4                 | Ahmed Ikhbayri    | 788               | Hyundai Skywalkers |
| 5                 | Thijs ter Horst   | 645               | KEPCO Vixtorm      |
| 6                 | Matej Kök         | 592               | Woori WON          |
| 7                 | Im Dong-hyeok     | 533               | Korean Air Jumbos  |
| 8                 | Heo Su-bong       | 462               | Hyundai Skywalkers |
| 9                 | Kim Ji-han        | 444               | Woori WON          |
| 10                | Shin Ho-jin       | 399               | OK Okman           |

| Muri vincenti | Muri vincenti        | Muri vincenti | Muri vincenti      |
| Pos.          | Nome                 | Punti         | Squadra            |
| ------------- | -------------------- | ------------- | ------------------ |
| 1             | Kim Kyu-min          | 88            | Korean Air Jumbos  |
| 1             | Batsükh Bayarsaikhan | 88            | OK Okman           |
| 3             | Choi Min-ho          | 81            | Hyundai Skywalkers |
| 3             | Lee Sang-hyeon       | 81            | Woori WON          |
| 3             | Shin Yung-suk        | 81            | KEPCO Vixtorm      |
| 6             | Andrés Villena       | 74            | KB Stars           |
| 7             | Kim Jun-woo          | 69            | Samsung Bluefangs  |
| 8             | Park Jin-woo         | 61            | Woori WON          |
| 9             | Yosvany Hernández    | 60            | Samsung Bluefangs  |
| 10            | Kim Ji-han           | 58            | Woori WON          |

| Battute vincenti | Battute vincenti  | Battute vincenti | Battute vincenti   |
| Pos.             | Nome              | Punti            | Squadra            |
| ---------------- | ----------------- | ---------------- | ------------------ |
| 1                | Leonardo Leyva    | 79               | OK Okman           |
| 2                | Yosvany Hernández | 77               | Samsung Bluefangs  |
| 3                | Ahmed Ikhbayri    | 48               | Hyundai Skywalkers |
| 4                | Matej Kök         | 39               | Woori WON          |
| 5                | Thijs ter Horst   | 34               | KEPCO Vixtorm      |
| 6                | Heo Su-bong       | 33               | Hyundai Skywalkers |
| 7                | Andrés Villena    | 30               | KB Stars           |
| 7                | Lim Sung-jin      | 30               | KEPCO Vixtorm      |
| 9                | Jeong Han-yong    | 29               | Korean Air Jumbos  |
| 10               | Kim Jeong-ho      | 28               | Samsung Bluefangs  |